# Stephen Hopkins
Stephen Hopkins (n. 1958, Jamaica) este un regizor britanic.

## Filmografie
- Dangerous Game (1987)
- A Nightmare on Elm Street 5: The Dream Child (1989)
- Predator 2 (1990)
- Judgment Night (1993)
- Blown Away (1994)
- The Ghost and the Darkness (1996)
- Lost in Space (1998)
- Tube Tales, segmentul "Horny" (1999)
- Suspectul (Under Suspicion) (2000)
- 24 (2001) (și producător executiv)
- Traffic (TV miniseries) (2004)
- The Life and Death of Peter Sellers (2004)
- The Reaping (2007)
- Californication (Pilot Episode) (2007) / (episodul 12, sezonul 3) (2009)
- Shameless (2011) (episodul 3, sezonul 1)